# Joseph W. Girard
Pour les articles homonymes, voir Joseph Girard et Girard.
Joseph W. Girard est un acteur et scénariste américain, né le 2 avril 1871 à Williamsport (Pennsylvanie) et mort le 21 août 1949 à Woodland Hills (Californie).
Il est apparu dans plus de  280 films de 1911 à 1944, du cinéma muet au cinéma parlant.

## Biographie
Joseph W. Girard naît le 2 avril 1871 à Williamsport en Pennsylvanie.
Il commence sa carrière en tant qu'imprimeur et travaille pour des journaux jusqu’à ce que, avec un associé qui n'est pas du métier, il crée sa propre imprimerie à Philadelphie.
Néanmoins, Girard s’intéresse au théâtre et participe à des représentations privées où il exploite ses dons de chanteur. Il profite du fait qu'on lui propose un petit rôle dans une comédie musicale pour se décider à vendre ses parts dans son entreprise et pour se concentrer sur sa nouvelle ambition qui est de devenir acteur. Sa carrière au théâtre et au cinéma peut commencer.

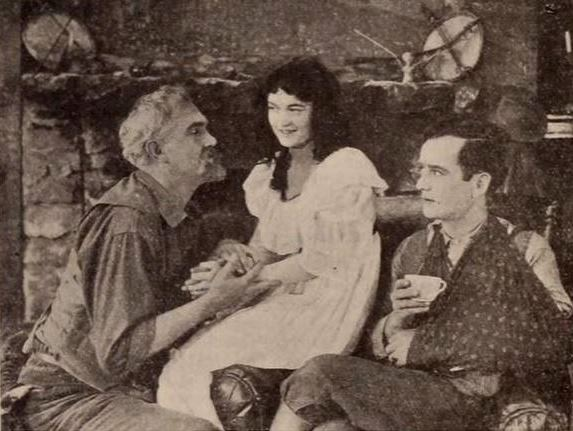
De g. à d., Joseph W. Girard, Donna Drew et Leo Pierson dans '49-'17 (en), film de 1917.
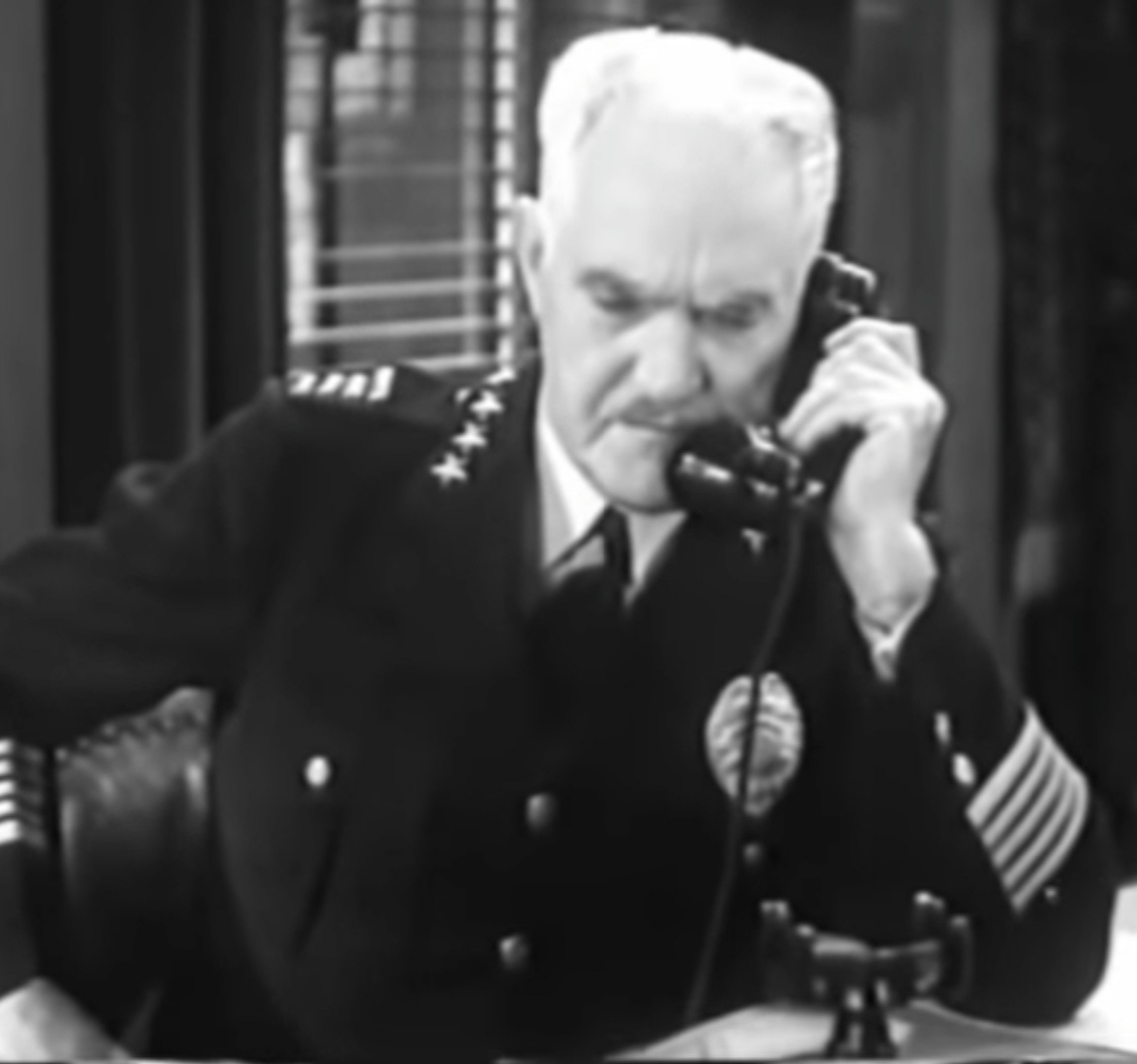
Joseph W. Girard, dans Officer Thirteen (en), film de 1932.

## Filmographie

### Comme acteur
- 1911 : Wheels of Justice
- 1911 : Back to the Primitive
- 1914 : Bottle's Baby : l'adjudant Gray
- 1914 : When the Cartridges Failed
- 1914 : Shotgun Jones de Colin Campbell
- 1914 : The Birth of the Star Spangled Banner
- 1915 : A Man's Temptation
- 1915 : Children of Chance
- 1915 : Adventures of a Seagoing Hack
- 1915 : The Mystery of the Man Who Slept
- 1915 : Six to Nine
- 1915 : The Rider of Silhouette
- 1915 : Six Months to Live
- 1915 : A Lesson from the Far East
- 1915 : In the Clutch of the Emperor
- 1915 : The Affair of the Terrace
- 1915 : The Ladder of Fortune
- 1915 : A Shot in the Dark
- 1915 : Rene Haggard Journeys On
- 1915 : A Fireside Realization
- 1915 : The Trail of the Upper Yukon
- 1915 : The Force of Example
- 1915 : The Valley of Silent Men
- 1915 : The Last Act de Ben F. Wilson
- 1915 : Conscience : le gardien
- 1915 : Souls in Pawn
- 1915 : The Proof
- 1915 : A Seashore Romeo
- 1915 : Sh! Don't Wake the Baby
- 1915 : The House with the Drawn Shades
- 1915 : The Meddler
- 1915 : The Parson of Pine Mountain
- 1915 : The Mystery of the Locked Room
- 1915 : Juror Number Seven
- 1916 : Love's Pilgrimage to America : le capitaine Sparks
- 1916 : In His Own Trap
- 1916 : One Who Passed by
- 1916 : Borrowed Plumes
- 1916 : The Lords of High Decision : le colonel Craighill
- 1916 : Saved by a Song
- 1916 : His Brother's Pal
- 1916 : A Social Outcast
- 1916 : Thrown to the Lions : Harry Sullivan
- 1916 : Their Anniversary
- 1916 : The Huntress of Men : Fleming Harcourt
- 1916 : The Unconventional Girl
- 1916 : A Gentle Volunteer
- 1916 : The Limousine Mystery
- 1916 : The Cad : Herbert Gale
- 1916 : The Sheriff of Pine Mountain
- 1916 : The Man from Nowhere : le gouverneur Dudley Ward
- 1916 : The Scarlet Mark
- 1916 : A Splash of Local Color
- 1916 : The Circular Room
- 1916 : Aschenbrödel
- 1916 : The Trail of Chance
- 1916 : The Narrow Path : John Martin
- 1916 : The Laugh of Scorn
- 1916 : The Broken Spur
- 1916 : Society's Hypocrites
- 1916 : Honor Thy Country
- 1916 : The Mansard Mystery
- 1916 : The Taint of Fear
- 1916 : Vingt Mille Lieues sous les mers : le major Cameron
- 1917 : Maison de danses au far-west (Hell Morgan's Girl) de Joseph De Grasse : Oliver Curwell
- 1917 : The Voice on the Wire
- 1917 : Treason : Gergus Natarre
- 1917 : The Lair of the Wolf : Oliver Cathcart
- 1917 : The Double Standard (en) de Phillips Smalley : l'évêque Ferguson
- 1917 : The Storm Woman
- 1917 : '49-'17 : le juge J.R. Brand
- 1917 : Society's Driftwood : le juge Grant
- 1917 : Fear Not : Mortimer Gildane
- 1917 : Beloved Jim : l'épave
- 1918 : The Kaiser, the Beast of Berlin : l'ambassadeur Gerard
- 1918 : The Risky Road : Van Belt
- 1918 : The Marriage Lie : Jim Orton
- 1918 : The Two-Soul Woman : Dr Copin
- 1918 : The Bride's Awakening : Frederick Bronson
- 1918 : A Soul for Sale : Garet Pendleton
- 1918 : Her Body in Bond : Benjamin Sleeth
- 1918 : The Brass Bullet : Spring Gilbert
- 1918 : Let's Fight
- 1918 : Le Mignard (Danger, Go Slow) de Robert Z. Leonard : le juge Cotton
- 1918 : Pour L'Humanité (The Heart of Humanity) d'Allen Holubar  : le colonel canadien
- 1919 : Was He Guilty?
- 1919 : The Sealed Envelope : John Biggs
- 1919 : What Am I Bid? : John McGibbon
- 1919 : Le Serment de Black Billy (Bare Fists) de John Ford : le père de Harry
- 1919 : Paid in Advance : John Gray (le père)
- 1919 : The Midnight Man de James W. Horne : Morgan
- 1919 : Loot : Pete Fielding
- 1920 : The Screaming Shadow : le baron Pulska
- 1920 : The Fatal Sign
- 1920 : The Figurehead : James Durfee
- 1920 : The Branded Four : Dr Horatio Scraggs
- 1921 : Dead or Alive
- 1921 : The Sheriff of Hope Eternal : « Silk » Lowry
- 1921 : The Blue Fox : Hawk Baxter
- 1921 : A Yankee Go-Getter : Nicholas Lanza
- 1921 : Dangerous Paths : Silas Newton
- 1921 : Red Courage : Joe Reedly
- 1921 : Her Social Value : Joe Harmon
- 1921 : The Mysterious Pearl
- 1922 : Perils of the Yukon
- 1922 : Hearts of Oak
- 1922 : Nan of the North : Yukon Hays
- 1922 : The Price of Youth : Dr Holt
- 1922 : Chain Lightning : le colonel George Bradley
- 1922 : The Man Who Married His Own Wife : John Marsden
- 1922 : Step on It! : Lafe Brownell
- 1922 : One Wonderful Night : le chef des inspecteurs
- 1923 : The Devil's Dooryard : Snag Thorn
- 1923 : Three Jumps Ahead : John Darrell
- 1923 : The Law Rustlers : Sol Vane
- 1923 : Lovebound : David Belwyn
- 1923 : The Eagle's Talons (en) de Duke Worne : Burton Thorne
- 1923 : Legally Dead : le juge du district
- 1923 : T'excite pas (Soft Boiled) de John G. Blystone : le propriéraire du ranch
- 1923 : Where Is This West? : Lawyer Browns
- 1923 : Sting of the Scorpion
- 1923 : The Wild Party : M. Furth
- 1924 : Wolves of the North (en)
- 1924 : Le Phare qui s'éteint (The Lighthouse by the Sea) de Malcolm St. Clair
- 1924 : Leave It to Gerry : le colonel Pettijohn
- 1924 : Gambling Wives : le duc Baldwin
- 1924 : The Night Hawk : le shérif Milton
- 1924 : Jack O'Clubs : le capitaine Dennis Malloy
- 1924 : Stolen Secrets : le chef de la police
- 1924 : The Night Message : le gouverneur Pringle
- 1924 : After a Million
- 1924 : In Hollywood with Potash and Perlmutter : l'acheteur de films
- 1924 : Reckless Speed (en) de William James Craft : Papa Creswell
- 1924 : The Western Wallop : le gardien de prison
- 1924 : L'Amérique l'a échappé belle (Laughing at Danger) : Cyrus Remington
- 1925 : Three Keys : Sam Millington
- 1925 : The Gambling Fool : George Hartford
- 1925 : Vic Dyson Pays : Dayton Keever
- 1925 : Youth and Adventure : Clint Taggart
- 1925 : Ten Days : Ezra Van Buren
- 1925 : Romance and Rustlers : John Larrabee
- 1925 : The Fugitive : Satan Saunders
- 1925 : The Pride of the Force : le capitaine de police
- 1925 : Speed Madness
- 1925 : Lord Jim
- 1926 : Driftin' Thru : le shérif
- 1926 : Femmes de luxe : l'inspecteur
- 1926 : Out of the Storm de  Louis Gasnier : le gardien
- 1926 : Modern Youth
- 1926 : Un jeune homme de la ville (The Dangerous Dub) : W.J. Cooper
- 1926 : The Warning Signal
- 1926 : Doubling with Danger : Elwood Haver
- 1926 : The Flying Mail : Martin Hardwick
- 1926 : Forlorn River (en) : Hart Blaine
- 1926 : The High Flyer
- 1926 : Speed Crazed : Maclyn Harfer
- 1926 : We're in the Navy Now : l'amiral de l'US Navy
- 1926 : In the Tentacles of the North (en) : Dan Blake
- 1926 : Lightning Reporter
- 1926 : Flying High : le colonel Rockliffe Owens
- 1926 : The Night Owl : William Armittage
- 1927 : The Final Extra : l'éditeur Williams
- 1927 : Whispering Sage : Hugh Acklin
- 1927 : The Ladybird : Jacob Gale
- 1927 : In the First Degree : James Hurd
- 1927 : When Seconds Count : James Mathewson
- 1927 : The Land Beyond the Law
- 1927 : Sapeurs... sans reproche (Fireman, Save My Child) de A. Edward Sutherland : le chef Dumston
- 1927 : The Silent Hero : John Stoddard
- 1927 : The Shield of Honor : le chef de la police Davison
- 1928 : Les Quatre Fils : le contrôleur à Ellis Island
- 1928 : Marlie the Killer : John Cleveland
- 1928 : Stop That Man : le capitaine Ryan
- 1928 : The Bullet Mark
- 1928 : Deux Honnêtes Fripouilles de Frank R. Strayer : le chef de la police
- 1928 : Hello Cheyenne : Fremont Cody
- 1928 : The Code of the Scarlet
- 1928 : The Terror : le superintendant Hallick
- 1928 : Dans la ville endormie (While the City Sleeps) : le capitaine des inspecteurs
- 1928 : Quand la flotte atterrit : le commandant
- 1928 : Broken Barriers : Stanley Moore
- 1929 : King of the Rodeo : Harlan
- 1929 : Redskin : le commissaire
- 1929 : Au-delà du devoir de Howard Higgin : l'officier de la cour martiale
- 1929 : Back from Shanghai
- 1929 : From Headquarters (en) de Howard Bretherton : le major
- 1929 : The One Woman Idea : le capitaine du bateau à vapeur
- 1929 : L'Affaire Burton (The Girl from Havana) de Benjamin Stoloff : Dougherty
- 1929 : Courtin' Wildcats : Everett Butts
- 1930 : Trois de la cavalerie de B. Reeves Eason et Norman Taurog : le capitaine Harris
- 1930 : Le Club des trois : le juge
- 1930 : Sons of the Saddle : Martin Stavnow
- 1930 : Man Trouble : l'inspecteur de police
- 1930 : The Girl of the Golden West : Ashby
- 1930 : The Third Alarm
- 1930 : Breakfast in Bed
- 1930 : Just Imagine : le commandant
- 1930 : Men on Call : le second capitaine
- 1931 : The Gang Buster : le lieutenant
- 1931 : Desert Vengeance : le capitaine du navire
- 1931 : Seein' Injuns
- 1931 : Agent X 27 : l'officier russe
- 1931 : Tribunal secret : un officiel
- 1931 : Defenders of the Law : le chef de la police
- 1931 : Against the Rules
- 1931 : The Sky Spider : le colonel Hawton
- 1931 : The Mystery Train : le shérif
- 1931 : Is There Justice?
- 1931 : Scareheads
- 1931 : Strictly Dishonorable : l'officier
- 1932 : Radio Patrol : le capitaine de police John Slater
- 1932 : The Texas Bad Man : le capitaine Carter
- 1932 : The Hurricane Express : Det. Matthews
- 1932 : Trapped in Tia Juana : le capitaine Holbert, père de Kenneth
- 1932 : The Crusader : Corrigan
- 1932 : La Grande Panique de Tenny Wright : le major Parker
- 1932 : False Impressions : rôle secondaire
- 1932 : Renegades of the West : James Dowling
- 1932 : Officer Thirteen : le chef de la police Kramer
- 1933 : Man of Action : le banquier Caldwell
- 1933 : Via Pony Express : le capitaine McCarthy
- 1933 : Silent Men (en) de D. Ross Lederman : Two Block Burkett
- 1933 : Racetrack : le juge
- 1933 : Gabriel au-dessus de la Maison-Blanche : le secrétaire à la Marine
- 1933 : Whirlwind (en) de D. Ross Lederman : Reynolds
- 1933 : The World Gone Mad (en) de Christy Cabanne : Nichols
- 1933 : The Woman Who Dared (en) de Millard Webb : le capitaine de police
- 1933 : The Fiddlin' Buckaroo : Kerriman
- 1933 : Golden Harvest
- 1933 : Curtain at Eight
- 1933 : My Woman : le parrain
- 1933 : The Sin of Nora Moran : le capitaine des inspecteurs
- 1934 : Twin Husbands : le capitaine de police Hayes
- 1934 : The Murder in the Museum : le chef de la police Brandon
- 1934 : The Tonto Kid : Rance Cartwright
- 1934 : Fighting Trooper : l'inspecteur RCMP O'Keefe
- 1935 : The Silent Code : l'inspecteur NWMP Manning
- 1935 : The Ivory-Handled Gun : Pat Moore
- 1935 : Blazing Guns (en) de Ray Heinz : le shérif Crabtree
- 1935 : Outlaw Rule : le banquier Payton
- 1935 : Social Error : Edward Bentley, Sr.
- 1935 : Kentucky Blue Streak (en) de Bernard B. Ray : le gardien Warden Carlson
- 1935 : Let 'em Have It (en) de Sam Wood : le gardien
- 1935 : The Outlaw Deputy (en) d'Otto Brower : Ed Rutledge
- 1935 : Outlawed Guns : le shérif Rocky Ellsworth
- 1935 : Soir de gloire : un employé au Congrès
- 1935 : Diamond Jim d'A. Edward Sutherland : rôle secondaire
- 1935 : Le Chant du Far West (Tumbling Tumbleweeds) de Joseph Kane : Autry Sr.
- 1935 : Streamline Express
- 1935 : His Fighting Blood (en) de John English : l'inspecteur RCMP
- 1935 : Racing Luck (en) de Sam Newfield
- 1936 : Frontier Justice : Samuel Halston
- 1936 : Sur la piste d'Oregon : le colonel Delmont
- 1936 : Lightnin' Bill Carson : John Mount
- 1936 : The Amazing Exploits of the Clutching Hand (en) : Cromwell
- 1936 : The Drag-Net : Thomas J. « J.B. » Harrison
- 1936 : Aces and Eights (en) de Sam Newfield : Don Julio Hernandez
- 1936 : Ride 'Em Cowboy : Sam Parker
- 1936 : A Tenderfoot Goes West : Groth
- 1936 : What Becomes of the Children? : l'inspecteur en chef
- 1937 : Parole Racket : Wilson
- 1937 : Wild West Days (en) : le juge Lawrence
- 1937 : The Mystery of the Hooded Horsemen : Dan Farley
- 1937 : The Rangers Step In : Mark Allen
- 1937 : S.O.S. Coast Guard (en) : le commandant Green
- 1937 : Clipped Wings : le colonel A.C. Clayton
- 1937 : The Mysterious Pilot : le colonel RCAF Durkin
- 1938 : The Unashamed : Dr John T. Malvin
- 1938 : The Secret of Treasure Island : le rédacteur en chef du journal à la réunion
- 1938 : Whirlwind Horseman : Jim Radford
- 1938 : Held for Ransom : le chef de la police Howell
- 1938 : Frontier Scout : Dr Lawrence
- 1938 : The Stranger from Arizona : l'oncle Jim
- 1938 : Tough Kid : le véritable Dr Churchill
- 1939 : Ride 'Em Cowgirl : Rufe Rickson
- 1939 : Navy Secrets : le capitaine de l'US Navy
- 1939 : Deux Bons Copains : le juré
- 1939 : Crashing Thru (en) d'Elmer Clifton : le capitaine du navire
- 1940 : Deadwood Dick (en) de James W. Horne : l'arbitre du gouvernement
- 1940 : The Green Archer : l'inspecteur Ross
- 1941 : The Spider Returns : le chef de la police Kirk
- 1941 : Sergent York : le général John J. Pershing
- 1942 : Captain Midnight : le major Steel
- 1942 : The Secret Code : le colonel Drake
- 1942 : La Marine triomphe : le capitaine de l'US Navy à l'audition
- 1944 : Heavenly Days : le sénateur

### Comme scénariste
- 1921 : Dangerous Paths